# Hoogwoud
Hoogwoud est un village de la commune néerlandaise d'Opmeer, dans la province de la Hollande-Septentrionale. En 2009, le village comptait environ 3 000 habitants.

## Histoire
Hoogwoud a été une commune indépendante jusqu'au 1er janvier 1979. À cette date, la commune est supprimée et rattachée à Opmeer.